# Partecipanti al Giro di Svizzera 2021
Elenco dei partecipanti al Giro di Svizzera 2021.
Il Giro di Svizzera 2021 è stata l'ottantaquattresima edizione della corsa. Alla competizione presero parte 23 squadre: le 19 con licenza UCI World Tour 2021, 3 UCI ProTeam e 1 selezione nazionale.
Ciascuna delle squadre è composta da sette ciclisti, per un totale di 161 accreditati alla partenza.

## Corridori per squadra
Nota: R ritirato, NP non partito, FT fuori tempo, SQ squalificato
| Ineos Grenadiers    | Ineos Grenadiers     | Ineos Grenadiers    | Deceuninck-Quick Step  | Deceuninck-Quick Step  | Deceuninck-Quick Step  | Jumbo-Visma                        | Jumbo-Visma                        | Jumbo-Visma                        |
| ------------------- | -------------------- | ------------------- | ---------------------- | ---------------------- | ---------------------- | ---------------------------------- | ---------------------------------- | ---------------------------------- |
| N°                  | Ciclista             | Clas.               | N°                     | Ciclista               | Clas.                  | N°                                 | Ciclista                           | Clas.                              |
| 1                   | Richard Carapaz      | 1°                  | 11                     | Julian Alaphilippe     | NP8ª                   | 21                                 | Tom Dumoulin                       | 41°                                |
| 2                   | Rohan Dennis         | 37°                 | 12                     | Mattia Cattaneo        | 9°                     | 22                                 | Gijs Leemreize                     | 28°                                |
| 3                   | Michał Gołaś         | 106°                | 13                     | Tim Declercq           | 76°                    | 23                                 | Sam Oomen                          | 8°                                 |
| 4                   | Sebastián Henao      | 51°                 | 14                     | Dries Devenyns         | 47°                    | 24                                 | Christoph Pfingsten                | 75°                                |
| 5                   | Pavel Sivakov        | 46°                 | 15                     | Álvaro Hodeg           | R 6ª                   | 25                                 | Mike Teunissen                     | 35°                                |
| 6                   | Eddie Dunbar         | 12°                 | 16                     | Jannik Steimle         | 85°                    | 26                                 | Antwan Tolhoek                     | 25°                                |
| 7                   | Luke Rowe            | 107°                | 17                     | Mauri Vansevenant      | 64°                    | 27                                 | N. Van Hooydonck                   | 80°                                |
| UAE Team Emirates   | UAE Team Emirates    | UAE Team Emirates   | Alpecin-Fenix          | Alpecin-Fenix          | Alpecin-Fenix          | Bora-Hansgrohe                     | Bora-Hansgrohe                     | Bora-Hansgrohe                     |
| N°                  | Ciclista             | Clas.               | N°                     | Ciclista               | Clas.                  | N°                                 | Ciclista                           | Clas.                              |
| 31                  | Marc Hirschi         | 36°                 | 41                     | Mathieu van der Poel   | NP6ª                   | 51                                 | Max Schachmann                     | 4°                                 |
| 32                  | Ryan Gibbons         | 29°                 | 42                     | Silvan Dillier         | 34°                    | 52                                 | Jordi Meeus                        | 123°                               |
| 33                  | Rui Costa            | 7°                  | 43                     | Xandro Meurisse        | 17°                    | 53                                 | Anton Palzer                       | 49°                                |
| 34                  | Sebastián Molano     | NP5ª                | 44                     | Floris De Tier         | 110°                   | 54                                 | Matteo Fabbro                      | 22°                                |
| 35                  | David de la Cruz     | 66°                 | 45                     | Ben Tulett             | NP7ª                   | 55                                 | Marcus Burghardt                   | 53°                                |
| 36                  | Cristian Muñoz       | 38°                 | 46                     | Petr Vakoč             | 56°                    | 56                                 | Matthew Walls                      | 119°                               |
| 37                  | Oliviero Troia       | 113°                | 47                     | Otto Vergaerde         | NP7ª                   | 57                                 | Maciej Bodnar                      | R 8ª                               |
| Trek-Segafredo      | Trek-Segafredo       | Trek-Segafredo      | Bahrain Victorious     | Bahrain Victorious     | Bahrain Victorious     | AG2R Citroën Team                  | AG2R Citroën Team                  | AG2R Citroën Team                  |
| N°                  | Ciclista             | Clas.               | N°                     | Ciclista               | Clas.                  | N°                                 | Ciclista                           | Clas.                              |
| 61                  | Nicola Conci         | 73°                 | 71                     | Gino Mäder             | 27°                    | 81                                 | Mathias Frank                      | 94°                                |
| 62                  | Niklas Eg            | 16°                 | 72                     | Wout Poels             | 31°                    | 82                                 | Bob Jungels                        | 19°                                |
| 63                  | Alexander Kamp       | 91°                 | 73                     | Fred Wright            | 57°                    | 83                                 | Nans Peters                        | 26°                                |
| 64                  | Alex Kirsch          | 82°                 | 74                     | Eros Capecchi          | 109°                   | 84                                 | Benoît Cosnefroy                   | 87°                                |
| 65                  | Antonio Nibali       | 86°                 | 75                     | Hermann Pernsteiner    | 18°                    | 85                                 | Marc Sarreau                       | 104°                               |
| 66                  | Edward Theuns        | 95°                 | 76                     | Domen Novak            | 101°                   | 86                                 | Michael Schär                      | 39°                                |
| 67                  | Antonio Tiberi       | R 6ª                | 77                     | Stephen Williams       | 43°                    | 87                                 | Damien Touzé                       | 89°                                |
| Movistar Team       | Movistar Team        | Movistar Team       | Israel Start-Up Nation | Israel Start-Up Nation | Israel Start-Up Nation | Team BikeExchange                  | Team BikeExchange                  | Team BikeExchange                  |
| N°                  | Ciclista             | Clas.               | N°                     | Ciclista               | Clas.                  | N°                                 | Ciclista                           | Clas.                              |
| 91                  | Marc Soler           | 79°                 | 101                    | Guillaume Boivin       | 58°                    | 111                                | Michael Matthews                   | 32°                                |
| 92                  | Héctor Carretero     | 59°                 | 102                    | James Piccoli          | 63°                    | 112                                | Esteban Chaves                     | 10°                                |
| 93                  | Iván García Cortina  | 33°                 | 103                    | Michael Woods          | 5°                     | 113                                | Luke Durbridge                     | NP6ª                               |
| 94                  | Sergio Samitier      | 61°                 | 104                    | André Greipel          | 118°                   | 114                                | Lucas Hamilton                     | NP6ª                               |
| 95                  | Johan Jacobs         | 96°                 | 105                    | Hugo Hofstetter        | 93°                    | 115                                | Amund G. Jansen                    | NP6ª                               |
| 96                  | Juan Diego Alba      | 120°                | 106                    | Rick Zabel             | 116°                   | 116                                | Jack Bauer                         | NP6ª                               |
| 97                  | Gonzalo Serrano      | 13°                 | 107                    | Sep Vanmarcke          | R 8ª                   | 117                                | Dion Smith                         | 83°                                |
| Astana-Premier Tech | Astana-Premier Tech  | Astana-Premier Tech | Groupama-FDJ           | Groupama-FDJ           | Groupama-FDJ           | Cofidis                            | Cofidis                            | Cofidis                            |
| N°                  | Ciclista             | Clas.               | N°                     | Ciclista               | Clas.                  | N°                                 | Ciclista                           | Clas.                              |
| 121                 | Jakob Fuglsang       | 3°                  | 131                    | Stefan Küng            | 40°                    | 141                                | Christophe Laporte                 | NP7ª                               |
| 122                 | Stefan de Bod        | 24°                 | 132                    | Matteo Badilatti       | 44°                    | 142                                | Tom Bohli                          | 117°                               |
| 123                 | Manuele Boaro        | NP8ª                | 133                    | Alexys Brunel          | NP4ª                   | 143                                | Jempy Drucker                      | 100°                               |
| 124                 | Evgenij Gidič        | R 8ª                | 134                    | Fabian Lienhard        | R 8ª                   | 144                                | Rubén Fernández                    | 54°                                |
| 125                 | Hugo Houle           | 30°                 | 135                    | Tobias Ludvigsson      | R 8ª                   | 145                                | Rémy Rochas                        | 70°                                |
| 126                 | Omar Fraile          | R 8ª                | 136                    | Jake Stewart           | 97°                    | 146                                | Szymon Sajnok                      | 121°                               |
| 127                 | Jonas Gregaard       | 45°                 | 137                    | Benjamin Thomas        | R 8ª                   | 147                                | Jelle Wallays                      | 105°                               |
| Team Qhubeka Assos  | Team Qhubeka Assos   | Team Qhubeka Assos  | Lotto Soudal           | Lotto Soudal           | Lotto Soudal           | TotalEnergies                      | TotalEnergies                      | TotalEnergies                      |
| N°                  | Ciclista             | Clas.               | N°                     | Ciclista               | Clas.                  | N°                                 | Ciclista                           | Clas.                              |
| 151                 | Domenico Pozzovivo   | 6°                  | 161                    | John Degenkolb         | 103°                   | 171                                | Pierre Latour                      | 11°                                |
| 152                 | Simon Clarke         | 74°                 | 162                    | Filippo Conca          | NP7ª                   | 172                                | Fabien Doubey                      | 72°                                |
| 153                 | Nickolas Dlamini     | R 8ª                | 163                    | Andreas Kron           | 20°                    | 173                                | E. Boasson Hagen                   | NP1ª                               |
| 154                 | Kilian Frankiny      | 60°                 | 164                    | Florian Vermeersch     | 88°                    | 174                                | Víctor de la Parte                 | 21°                                |
| 155                 | Connor Brown         | 124°                | 165                    | Maxim Van Gils         | 50°                    | 175                                | Julien Simon                       | 62°                                |
| 156                 | R. J. van Rensburg   | R 8ª                | 166                    | Viktor Verschaeve      | R 8ª                   | 176                                | Anthony Turgis                     | 84°                                |
| 157                 | Andreas Stokbro      | 99°                 | 167                    | Kobe Goossens          | 81°                    | 177                                | Alexis Vuillermoz                  | R 7ª                               |
| Team DSM            | Team DSM             | Team DSM            | EF Education-Nippo     | EF Education-Nippo     | EF Education-Nippo     | Intermarché-Wanty-Gobert Matériaux | Intermarché-Wanty-Gobert Matériaux | Intermarché-Wanty-Gobert Matériaux |
| N°                  | Ciclista             | Clas.               | N°                     | Ciclista               | Clas.                  | N°                                 | Ciclista                           | Clas.                              |
| 181                 | Tiesj Benoot         | 15°                 | 191                    | Rigoberto Urán         | 2°                     | 201                                | Jan Hirt                           | NP4ª                               |
| 182                 | Thymen Arensman      | 55°                 | 192                    | Stefan Bissegger       | 90°                    | 202                                | Maurits Lammertink                 | NP4ª                               |
| 183                 | Romain Combaud       | 68°                 | 193                    | Neilson Powless        | 14°                    | 203                                | Simone Petilli                     | NP4ª                               |
| 184                 | Mark Donovan         | 48°                 | 194                    | Alex Howes             | 92°                    | 204                                | Baptiste Planckaert                | NP4ª                               |
| 185                 | Søren Kragh Andersen | 69°                 | 195                    | Sebastian Langeveld    | R 6ª                   | 205                                | Lorenzo Rota                       | NP4ª                               |
| 186                 | Andreas Leknessund   | 23°                 | 196                    | Jonas Rutsch           | 108°                   | 206                                | Pieter Vanspeybrouck               | NP4ª                               |
| 187                 | Jasha Sütterlin      | 65°                 | 197                    | Tom Scully             | 115°                   | 207                                | Georg Zimmermann                   | NP4ª                               |
| Rally Cycling       | Rally Cycling        | Rally Cycling       | Selezione svizzera     | Selezione svizzera     | Selezione svizzera     |                                    |                                    |                                    |
| N°                  | Ciclista             | Clas.               | N°                     | Ciclista               | Clas.                  |                                    |                                    |                                    |
| 211                 | Ben King             | 77°                 | 221                    | Simon Pellaud          | NP6ª                   |                                    |                                    |                                    |
| 212                 | Nickolas Zukowsky    | 98°                 | 222                    | Kevin Kuhn             | 112°                   |                                    |                                    |                                    |
| 213                 | Rob Britton          | 78°                 | 223                    | Claudio Imhof          | 114°                   |                                    |                                    |                                    |
| 214                 | Gavin Mannion        | 52°                 | 224                    | Lukas Rüegg            | 102°                   |                                    |                                    |                                    |
| 215                 | Kyle Murphy          | R 8ª                | 225                    | Cyrille Thièry         | 111°                   |                                    |                                    |                                    |
| 216                 | Joey Rosskopf        | 67°                 | 226                    | Joël Suter             | 71°                    |                                    |                                    |                                    |
| 217                 | Matteo Dal-Cin       | 122°                | 227                    | Roland Thalmann        | 42°                    |                                    |                                    |                                    |